# Slaget ved Leipzig
Slaget ved Leipzig (tysk: Völkerschlacht bei Leipzig) fra 16. til 19. oktober 1813 var det afgørende slag i den 6. koalitionskrig. I slaget kæmpede Napoleons hær mod de allierede Østrig, Preussen, Rusland og Sverige.
Der var op mod 600.000 soldater med fra over et dusin lande. Slaget var indtil begyndelsen af det 20. århundrede det største slag i verdenshistorien. I det, som var det vigtigste i den 6. koalitionskrig mod Frankrig, tilføjede de talmæssigt overlegne allierede hære fra Østrig, Preussen, Rusland og Sverige Napoleon et afgørende nederlag, som kostede ham alle allierede, og tvang ham til at trække sig tilbage fra Tyskland med sine styrker.
Af de 600.000 soldater, som deltog i slaget, blev ca. 90.000 dræbt eller såret.
100 år senere indviedes det 91 meter høje mindesmærke (Völkerschlachtdenkmal i 1913) på det sted, hvor de heftigste kampe fandt sted, og de fleste soldater faldt.

## Forhistorie
Efter Napoleons katastrofale nederlag i felttoget i Rusland i 1812 indgik general Yorck, som havde kommandoen over det preussiske hjælpekorps, en aftale med den russiske general Diebitsch den 30. december 1812 våbenstilstanden i Tauroggen. Hermed blev kamphandlingerne mellem Preussen og Rusland indstillet. Det østrigske hjælpekorps under general Schwarzenberg sluttede våbenstilstand med Rusland den 30. januar 1813, efter at Østrig havde meddelt Napoleon, at det under ingen omstændigheder ville forøge sit troppekontingent. Den 28. februar underskrev Rusland og Preussen en traktat og erklærede den 16. marts Frankrig krig. Allerede den 24. februar var det kommet til opstande i Hamborg mod den franske besættelse. Den 18. marts marcherede russiske tropper ind i Hamborg, men de måtte dog snart rømme byen igen. Den 19. marts opfordrede den russiske zar og den preussiske konge i en proklamation til det tyske folk alle fyrster til at slutte sig til kampen mod Frankrig og erklærede Rhinforbundet for opløst. Kun Mecklenburg fulgte denne opfordring, alle andre var stadig bange for Napoleon. Østrig forholdt sig neutralt og forsøgte sig som mægler for at opnå en fredelig løsning på konflikten, men gjorde det samtidigt klart, at hvis forhandlingerne mislykkedes, ville det gribe ind militært. Den 26. april indgik Sachsen et forbund med Østrig.
Den 29. og 30. april overskred over 150.000 franske soldater Saale ved Merseburg og Weissenfels. Overfor dem stod kun 43.000 preussere og 58.000 russere. Efter slaget ved Möckern skiftede den saksiske konge side og tilsluttede sig Napoleon. I de følgende slag led begge parter store tab. Den 4. juni blev der indgået en våbenstilstand og, de russiske og preussiske tropper trak sig tilbage til Schlesien. Østrig indgik den 24. juni et forbund med Rusland og Preussen, som dog kun skulle træde i kraft, hvis forhandlingerne med Napoleon slog fejl. Den østrigske kansler Fyrst Metternich mødtes den 26. juni med Napoleon i Dresden, og våbenstilstanden blev forlænget til 10. august. Den 10. august afbrød østrigerne forhandlingerne, da de ikke kunne nå til enighed, og Napoleon tydeligvis kun ville vinde tid. Den 12. august fulgte Østrigs krigserklæring til Frankrig. Koalitionshæren havde den 11. august overskredet Oder og genoptaget krigen. Begge parter havde brugt våbenstilstanden til at rekruttere nye soldater og bringe forstærkninger frem. Napoleon rådede nu over 442.000 mand, de 40.000 kavalerister. Over for ham stod 184.000 russere, 160.000 preussere, 127.000 østrigere, 23.000 svenskere, 6.000 mecklenburgere og 9.000 fra de øvrige tyske stater. I løbet af krigen kom der yderligere forstærkninger.
Hæren blev inddelt i tre armeer:
- Den bøhmiske armé under den østrigske general Schwarzenberg bestod af de 127.000 østrigere, 82.000 russere og 45.000 preussere.
- Den schlesiske armé under den preussiske general Blücher bestod af 66.000 russere og 38.000 preussere.
- Den nordlige armé under den svenske kronprins Bernadotte bestod af 73.000 preussere, 29.000 russere og 23.000 svenskere.[8]

De franske troppers nederlag i august og september havde fået Napoleon til at trække sig tilbage til området ved Dresden, og den 14. oktober samledes de omkring Leipzig, og de allieredes hære nærmede sig byen fra alle sider.
Slaget blev indledt med et kavalerislag ved Liebertwolkwitz den 14. oktober. De allieredes sejr i slaget blev taget som et godt varsel. Napoleon ville have et afgørende slag. Han rådede med garden og otte korps over 210.000 mand heraf 14.000 kavalerister og 700 kanoner. På grund af fejlagtige informationer tvivlede han på, at hele de bøhmiske og schlesiske armeer var til stede, og han troede ikke på, at Østrig ville kæmpe og regnede med, at den schlesiske armé stadig befandt sig nordpå.

## Slagets forløb

### Første dag
Den 15. oktober placerede Napoleon 110.000 mand (hovedparten af sin styrke) syd for Leipzig fra Connewitz og Markkleeberg ved Pleisse via Wachau og Liebertwolkwitz til Holzhausen. General Henri-Gratien Bertrand stod ved Lindenau og dækkede vejen mod vest. Nord for Leipzig stod marskallerne Marmont og Michel Ney. De allierede rådede i første omgang kun over 200.000 mand, da korpsene under Colloredo-Mansfeld og Levin August von Bennigsen var i anmarch, og den svenske kronprins holdt nordarméen tilbage. Hovedstyrken bestod af den bøhmiske armé under Karl Philipp fyrste af Schwarzenberg, som rykkede frem fra syd med 130.000 mand og ledsagede zar Alexander 1. af Rusland og kong Frederik Vilhelm 3. af Preussen.
Det var Schwarzenbers plan, at han ville rykke frem mod Connewitz gennem de sumpede områder mellem Elster og Pleisse og dermed omgå franskmændenes højre fløj og erobre Leipzig ad den korteste vej. Imens skulle Gyulai gå mod Lindenau med 20.000 mand og Blücher rykke fra Schkeuditz mod Leipzig,
Endnu før daggry den 16. oktober satte Barclays armé sig i bevægelse og indledte omkring kl. 9 artilleribeskydning, hvorefter stormkolonnerne trængte frem mod de franske stillinger. Kleist erobrede fire gange Markkleeberg fra fyrst Josef Anton Poniatowski og blev trængt tilbage. Da han erobrede det den 5. gang, holdt han byen med møje. Machau, hvor Napoleon selv havde kommandoen, blev også erobret af preussere og russere under prins Eugen von Württemberg, men måtte opgives som følge af svære tab til det overlegne franske artilleri. Det lykkedes heller ikke Gortschakow og Klenau at erobre Liebertwolkwitz. De mistede også Kolmberg. Hele den allierede linje var så svækket af kampene, at de dårligt nok kunne fastholde deres stillinger. Østrigernes operationer mod Connewitz lykkedes ikke. Herefter skyndte Schwarzenberg sig efter kl. 12 middag sig at komme Barclay til hjælp med Hessen-Homburg-korpset.
Napoleon, som var godt tilfreds med slagets forløb, besluttede sig nu for selv at angribe. Kl. 15 forsøgte 8.000 franske kavalerister at bryde gennem de allieredes centrum ved Wachau. De trængte helt frem til den bakke, hvor de tre monarker og Schwarzenberg befandt sig. Rytternes angreb kunne imidlertid afværges af russisk infanteri og tililende allieret kavaleri. Et nyt angreb fra det franske infanteri, Lauristons korps, mod Güldengossa mislykkedes ligeledes. Napoléon havde heller ikke friske tropper til rådighed, og kampene sluttede ved aftenstid. De allieredes angreb var slået fejl med tab på 20.000 døde og sårede.
Gyulays forsigtige angreb mod Lindenau var i mellemtiden blevet afvist af Bertrand. En afgørende fordel blev dog opnået af den schlesiske armé. Uden at vente på nordarmeen havde Blücher fulgt ordren om at medvirke i et fælles angreb på Leipzig. Han var brudt op og havde mødt kraftig modstand ved Wiederitzsch og Möckern. I den første landsby stod Jan Henryk Dąbrowski med en svag division, som dog holdt Alexandre Andrault de Langeron fast hele dagen. I den anden landsby stod Marmont med 17.000 mand, der netop havde fået ordre til at komme Wachau til undsætning og derfor havde opgivet sine bedre stillinger længere nordpå. Da han fik melding om fjendens fremrykning, besluttede han at afvente dette angreb og bad marskal Ney om forstærkning.
General Yorck fra de allierede rettede sit 20.000 mand stærke korps' angreb mod landsbyen Möckern, som lå som en naturlig fæstning, og den blev erobret efter flere forsøg med tab på 7.000 mand. Efter at Marmonts korps var knust, vendte marskal Ney om. Han var stadig på vej for at komme Marmont til undsætning, men kom også for sent til at gribe ind ved Wachau.
Yorcks sejr ved Möckern betød, at franskmændenes stilling nord for Leipzig var gennembrudt, og Napoleon fik derfor ikke den sejr, han havde håbet på ved Wachau og blev forhindret i at indsætte to friske korps mod de allieredes bøhmiske armé.

### Anden dag
Den 17. oktober, en søndag, forløb stort set roligt. Der var pause i kampen; kun mod nord erobrede Blücher Eutritzsch og Gohlis og trængte næsten frem til Leipzig. De allierede holdt krigsråd kl. 2 i landsbyen Sestewitz. Her besluttede de at angribe næste morgen kl. 7.
Det lykkedes ikke Napoleon at vinde en afgørende sejr og forhindre de allierede i at angribe, efter at de havde fået 100.000 mand forstærkning. Han ventede at blive forstærket af korpset under Reynier von Düben. Men han burde han have opgivet sin stilling ved Leipzig, som nu var blevet umulig at holde, og genoptage slaget et andet sted. Han gjorde det ikke af politiske grunde: Han baserede sin beslutning på, at kejser Frans 2. var hans svigerfar. Gennem den ved Connewitz tilfangetagne general Merveldt tilbød han den 17. oktober monarkerne en våbenstilstand. Betingelserne var de samme, som han havde kunnet opnå fred med i august. Men nu gik de allierede ikke ind på forslaget. Ja, de værdigede det endda ikke et svar.

### Tredje dag
Den 18. oktober kl. 2 om natten opgav Napoléon de gamle stillinger, som var for lange til at kunne holdes, og trak sig en mils vej nærmere på Leipzig. Hans højre fløj under Poniatowski stod ved Pleisse fra Connewitz til Dölitz, centrum dannede et fremspring ved Probstheida mens venstre fløj strakte sig til Parthe og bøjede sig videre tilbage til dens udmunding i Pleiße nord for Leipzig. Den nye stilling var på 150.000 mand og kunne dårligt dæmme op for de allierede, som nu havde 300.000 mand og 1.400 kanoner.
Alligevel var slaget også heftigt den 18. oktober, og ikke alle steder førte det til sejr for de allierede, da Napoleon forsvarede sine stillinger ved tobaksmøllen ved Stötteritz mere hårdnakket og længere end nødvendigt for at dække tilbagetoget. De allieredes angrebskolonner satte sig kun langsomt og til dels ret sent i bevægelse, så angrebet blev ikke sat ind samtidigt og med al kraft. På venstre fløj angreb østrigerne under Hessen-Homburg de franske stillinger til højre for Pleisse i Dölitz og Lößnig, men de lod sig ikke erobre. Også Probstheida blev holdt af franskmændene under Napoléons personlige ledelse mod Barclays stormangreb.
Derimod angreb højre fløj af den bøhmiske armé under Bennigsen først om eftermiddagen. Han erobrede Zuckelhausen, Holzhausen og Paunsdorf, hvorefter 3.000 - 4.000 saksiske og 500 württembergske ryttere under general von Normann skiftede side. Ved stormen på Paunsdorf deltog allerede Bülow og Wintzingerode fra nordarmeen, som langt om længe var ankommet trods Bernadottes stritten imod. Langeron og Sacken fra den schlesiske armé erobrede Schönefeld og Gohlis, og ved nattens frembrud var franskmændene nord og øst for Leipzig trængt så langt tilbage, at de kun var et kvarter fra byen. Hvis Gyulay havde erobret passet ved Lindenau med tilstrækkelige styrker, havde Napoleon været omringet og afskåret fra tilbagetog.
Da Schwarzenberg var betænkelig ved at tvinge den stadig frygtede modstander ud i en fortvivlet kamp, gav han Gyulay ordre til at observere fjenden og undvige et angreb mod Pegau. Og således kunne Bertrand uhindret benytte vejen til Weissenfels, og hertil førtes fra middag al trosset, vognene med sårede og artilleriet fulgte efter. Om natten begyndte selve hærens afmarch, garden, rytteriet, korpsene under Victor og Augereau, mens Macdonald, Ney og Lauriston forsvarede byen og skulle dække tilbagetoget. Alle punkter udenfor Leipzig blev rømmet.

## Franskmændenes tilbagetog
Napoleon havde vel ikke regnet med et nederlag og havde kun truffet utilstrækkelige forberedelser til et tilbagetog. Det forløb derfor i ryk, da der kun var den ene vej til Weissenfels til rådighed. Samtidig blev på allieret side afvist to forslag:
- Zar Alexanders forslag om at overskride Pleisse med en del af hæren og kaste sig over hæren og
- Blüchers anmodning om at optage forfølgelsen med 20.000 mand rytteri.

Den 19. oktober forberedte de sig på et nyt slag. Efter at morgentågen var lettet og det franske tilbagetog erkendt, indledte den stormen på Leipzig. Den franske hær trak sig hurtigt tilbage til Ranstädter porten, og Napoleon selv nåede kun med møje tilbage i tide. Samtidig havde de russiske styrker indtaget en række af forstæderne. Det lykkedes den preussiske landværnsbataljon fra Königsberg at trænge ind i byen som de første. Mod syd blev Petersporten indtaget af Bennigsen. Efter at Elsterbroen ved Ranstädterporten, som blev brugt ved tilbagetrækningen, var blevet sprængt i luften, brød forsvarernes koordination sammen. Mange omkom under flugten, heriblandt marskal Poniatowski, mens andre måtte overgive sig og gå i krigsfangenskab.

## Følger
Efter den franske hærs afmarch kom den russiske zar, den preussiske konge og den svenske kronprins snart til byen. I den almindelige jubel glemte man en tid lang den forfærdelige elendighed, som de mange sårede og syge forårsagede i byen. Det tre dage lange slag havde ført til store tab på begge sider. Preusserne havde 16.000 mand og 600 officerer, som enten var døde eller sårede. Russerne havde mistet 21.000 mand og 860 officerer. Østrigerne 14.000 mand og 400 officerer. På fransk side var der 38.000 døde eller sårede. 15.000 mand blev taget til fange. Franskmændene mistede 300 kanoner og efterlod 23.000 sårede på lazeretterne. Mange af de sårede på begge sider døde i de følgende dage af deres kvæstelser, manglen på læger og den utilstrækkelige hygiejne. Efter slaget blev Leipzig ramt af en tyfusepidemi, som tog livet af et stort antal sårede og indbyggere i byen.
Som følge af slaget var Napoleons ambitioner om at herske i Tyskland endeligt slået fejl. Kun 100.000 mand reddede sig ud af Tyskland sammen med ham. Yderligere 80.000 franskmænd sad fast som garnisoner i de belejrede fæstninger og var dermed også tabt.
Kongerigerne Bayern og Sachsen havde i sidste øjeblik skiftet side og var dermed også mistet som Frankrigs allierede. Schweiz tillod også de allierede fri passage. På det tidspunkt, hvor det franske kejserrige var i kaos, tilbød fyrst Metternich Napoleon fred på milde betingelser, som skulle efterlade Frankrig indenfor sine naturlige grænser. Napoleon erkendte ikke Frankrigs stilling og afviste forslaget. I begyndelsen af 1814 indledtes det allierede fremstød mod Frankrig, som skulle føre til Napoleons fald.

## Eksterne kilder
- Wikimedia Commons har flere filer relateret til Völkerschlacht bei Leipzig

(tysk)
- Informationsside om slaget ved Leipzig(tysk)
- Mindeforanstaltninger vedrørende slaget (tysk)
- Französische II-XI ArmeeKorps (engelsk)
- „Leipzigs Drangsale“ (Webside ikke længere tilgængelig) på www.epoche-napoleon.net (tysk)
- Nafziger: Den franske hærs slagorden ved Leipzig (engelsk)
- Nafziger: De allieredes slagorden ved Leipzig Arkiveret 17. november 2011 hos  Wayback Machine (engelsk)
- Völkerschlacht bei Leipzig i ZDF-serien Die Deutschen II